# Catedral de Magalona
La catedral de Magalona o Saint-Pierre-et-Saint-Paul (francès) és una catedral construïda entre els segles XII i XIII a la població de Magalona al terme municipal de Vilanòva de Magalona, al departament francès de l'Erau a la regió francesa d'Occitània. La catedral fou classificada com a monument històric l'any 1840 Fou construïda a l'illa visigoda de Magalona.

## Història

### Els orígens del bisbat

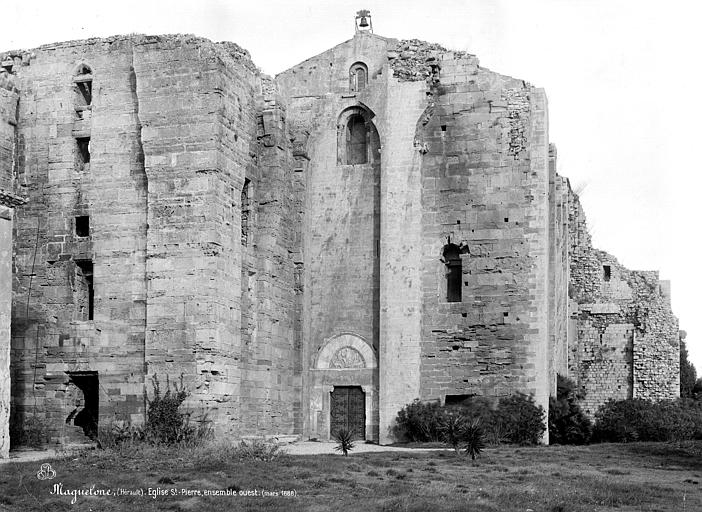
Façana oest de la catedral de Séraphin-Médéric Mieuse (març del 1888)

Amb motiu de les campanyes d'excavacions arqueològiques del 1967, en aquesta antiga illa es desvelaren restes romanes i etrusques i nombrosos sarcòfags visigots. També s'hi trobaren els fonaments d'una església destruïda al segle VII.
A la caiguda de l'Imperi Romà d'Occident al segle v, els visigots s'apoderaren de part de la regió de Melgueil, l'illa de Magalona. Poc a poc s'hi imposa la religió cristiana. Al Concili d'Agde del 506, reunint tots els bisbes dependents del regne dels visigots, no hi assistí cap bisbe de Magalona. Per això es pot suposar que aquesta diòcesi encara no existia en aquesta data. A partir del 533, es va establir un bisbat a l'illa. Els seus primers bisbes seran: Boeci al voltant del 589 que assistí al Tercer Concili de Toledo, Geniès 597 i 633, present al Quart Concili de Toledo, (Geniès o Génésius). En aquell moment, a l'illa ja hi havia una església catedralícia. El bisbat de Magalona apareix als textos al final del VI segle, a una illa ja ocupada a l'Antiguitat.
Les raons de l'establiment del bisbat de Magalona en aquest illot allunyat de la Via Domícia. Tanmateix, el seu caràcter insular (el bisbat només era accessible per mar) havia de garantir una certa protecció. Magalona era la seu del bisbe però també del comte gòtic, que assegurava el poder temporal.
Ben posicionada a terra, aquesta posició estratègica estava molt exposada a les invasions marines. És a causa d'aquesta posició estratègica que el rei visigot Vamba la va assetjar el 673, durant la seva campanya per reconquerir la Narbonasa.

### Port sarraí

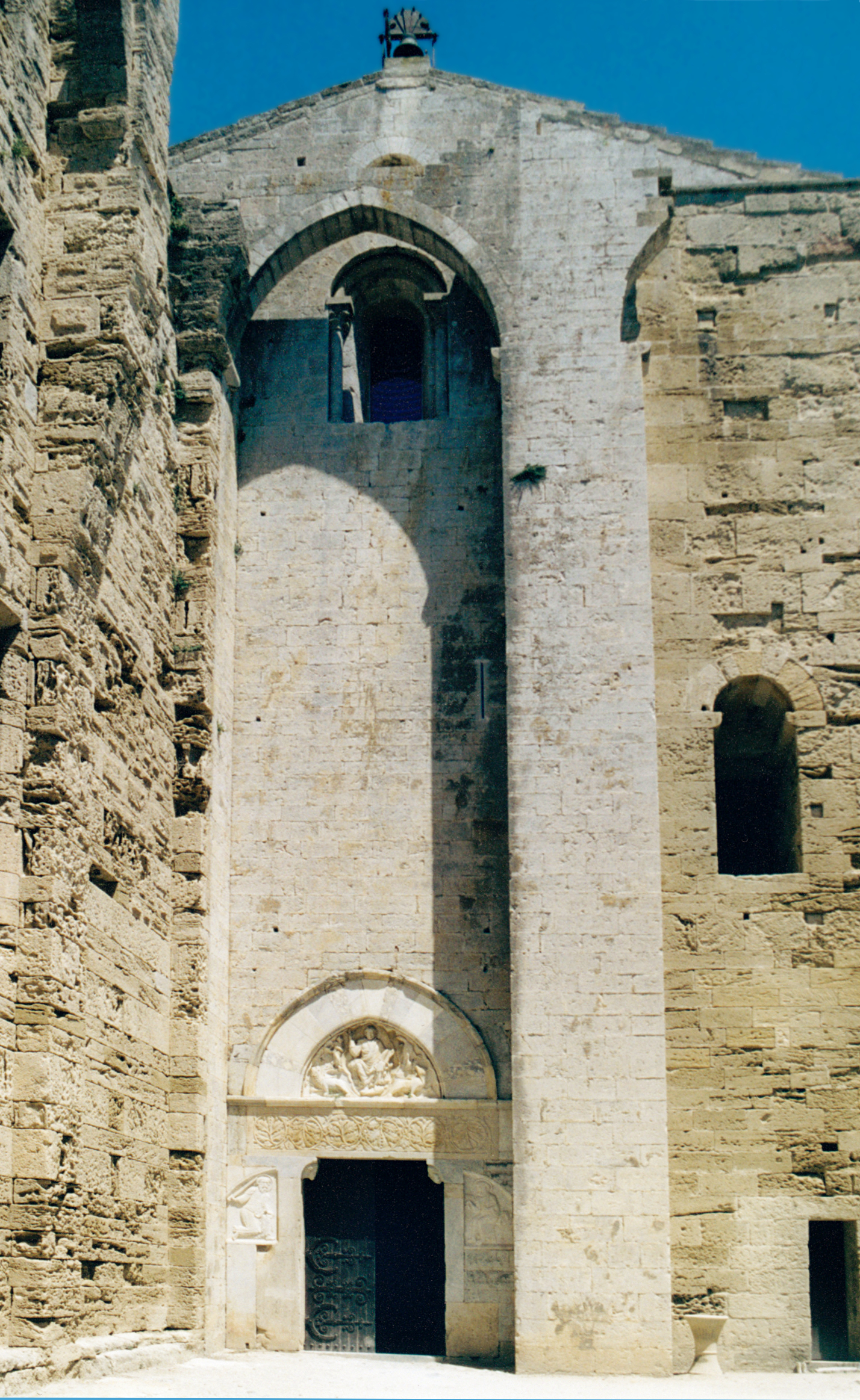
Façana occidental i portal de la catedral de Magalona.

Al segle viii a mesura que el poder visigot es debilita conduint al col·lapse del regne de Toledo, els musulmans del califat omeia de Damasc, anomenats sarraïns, multipliquen les incursions a la terra cristiana. Després d'haver conquerit Hispània, van creuar els Pirineus el 715. Septimània quedà sota el seu domini total el 719.
Magalona, per la seva posició clau, es converteix en Port Sarrasin, sens dubte un lloc fortificat. Abandonant els arranjaments naturals, s'estableixen molls que permeten als vaixells atracar i descarregar les seves mercaderies amb total seguretat. Encara avui el lloc anomenat Sarrazine correspon al canal (grau) per on passaven aquestes naus. A partir d'aleshores, la catedral es va transformar en mesquita i els habitants es van veure obligats a convertir-se o adquirir l'estatus de dimmis. El capítol de la catedral haurà de fugir cap a la Substantion a l'actual territori de Castelnau-le-Lez.
Com a reacció els francs, procedents del nord, comencen la reconquesta: després de Poitiers el 732, Carles Martell persegueix els sarraïns que gradualment abandonen el sud de França. Va ser després del fracàs de la seva conquesta de Septimània que va fer que la primera catedral es transformés en mesquita el 737. L'arquitectura d'aquest primer edifici continua sent desconeguda.
Per tant, el lloc romangué gairebé abandonat durant tres segles, fins i tot si sembla que va durar una vida precària malgrat la por a l'acció dels pirates. El bisbe es va instal·lar a pocs quilòmetres de distància sobre l'antic oppidum de Substantion, el lloc del qual es troba avui a la comuna de Castèlnòu de Les.

### El renaixement delseglexi

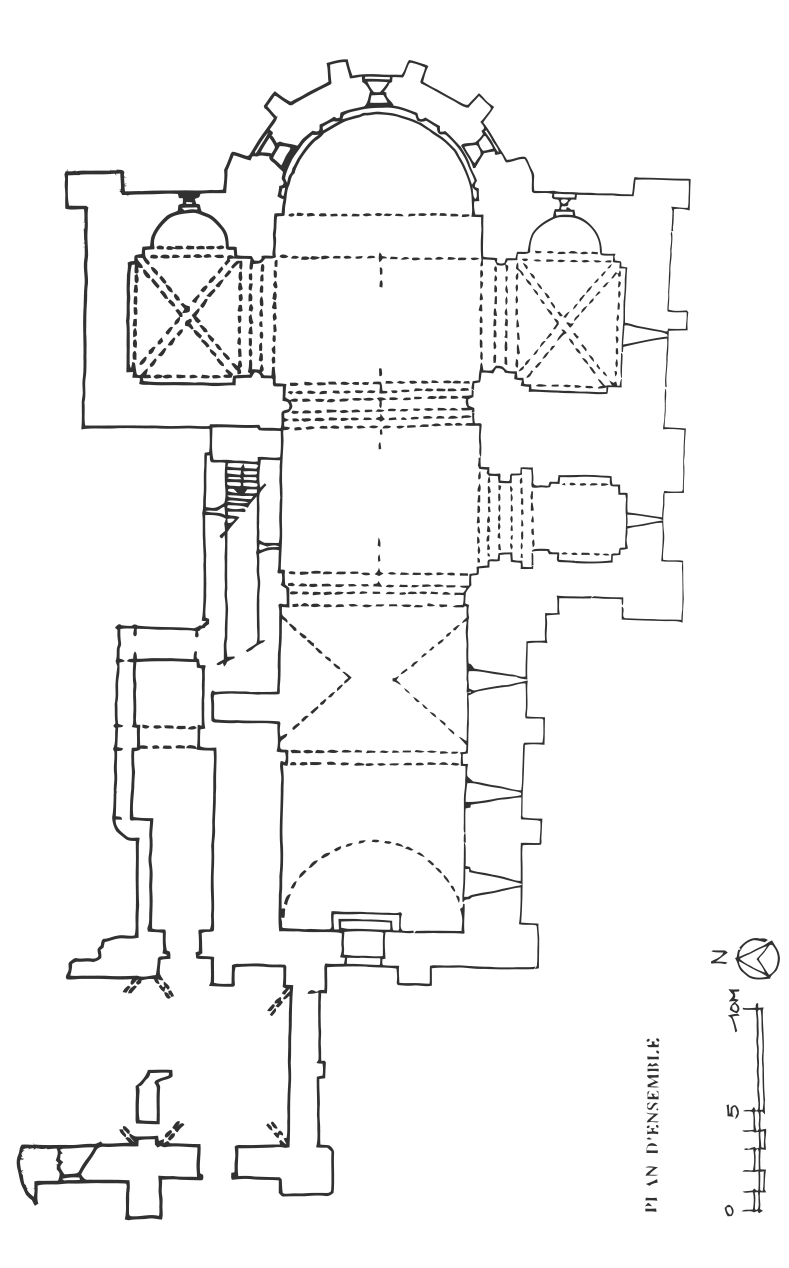
Plànol

A partir del 1030, Arnaud, bisbe de Magalona del 1029 al 1060, decideix reconstruir la catedral. La dota d'un capítol de dotze canonges regulars, que segueixen la regla de sant Agustí. D'aquest edifici només en queda la capella de Saint-Augustin, adossada al sud de l'edifici.
Per tal de millorar l'accés a la vila, a la qual qual només es podia arribar en vaixell, va fer construir un pont, de gairebé un quilòmetre de llarg, entre l'illa i Vilanòva de Magalona, del qual és responsable especialment un dignitari de capítol. També va construir fortificacions per protegir el lloc dels atacs musulmans. Això no va evitar que el bisbat es convertís en un gran centre d'influència intel·lectual, gràcies a les escoles universitàries. 
Els successors del bisbe Arnaud, sotmesos a la sobirania dels comtes de Melgueil els quals acabaren llegant els seus drets al bisbat al papa Gregori VII el 1085. Van rebre moltes donacions. Havent passat a ser propietat de la Santa Seu i terra d'asil, Magalona es trobava llavors en ple desenvolupament. Urbà II visità l'illa el 1096 i la va proclamar "la segona després de la de Roma ".

### Apogeu del bisbat de Magalona (s. XII - XIII)
De vegades, a causa de faccions a Itàlia, alguns pontífexs trobaren refugi a Magalona. Així, el papa Gelasi II hi fou acollit el 1118. També ho fou Alexandre III qui va consagrar l'altar major el 1163, l'absis del qual s'acabava de construir.
El prestigi i la riquesa del bisbat van conduir a la construcció d'una nova catedral, substituint la que datava de l'episcopat d'Arnaud. Tres bisbes lideraren aquesta considerable empresa: durant l'episcopat del bisbe Galtier (1104-1129) es construí la capçalera i els seus absis, així com el gran transsepte fortificat ; El bisbe Raymond (1129-1158) continua aquesta tasca amb l'altar major, el púlpit episcopal i les dues torres de la part inferior del transsepte; finalment, Jean de Montlaur (1161-1190) va construir la nau romànica, demanant la participació dels fidels.
A principis del segle xiii es van construir altres dues torres per defensar la façana occidental: la torre de Sant Joan i la torre del Bisbe, ara parcialment enrunades. El bisbat queda llavors sòlidament protegit. Durant la croada albigesa Magalona segueix sent un bastió del papat: el comtat de Melgueil, propietat del comte de Tolosa Ramon VI, està sotmès a Magalona per Innocenci III El seu ardiaca també era Pere de Castellnou, legat del papa al Llenguadoc, l'assassinat del qual a Saint-Gilles el 1208 provocar hostilitats.

### Decadència i abandó
Ric i pròsper, el bisbat de Magalona despertà l'enveja dels regnes de França i Aragó. Es van prendre diverses mesures per aturar el declivi i al XV XV segle el bisbe resideix a Montpeller mentre els cànons s'assignen a Magalona, gestionat pel prebost del capítol.
La seu episcopal va ser abolida el 1536 pel papa Pau III a petició del bisbe Guillaume Pellicier II. El bisbe es va establir definitivament a Montpeller. Venuts pels canonges, els edificis del claustre van ser destruïts gradualment i la catedral fortificada, antiga fortalesa protestant, va ser parcialment desmantellada el 1632, a petició de Richelieu. El 1708 es van vendre seccions de murs per destinar-los a la construcció del canal del Roine a Seta, que travessa l'estany veí.
Venut com a propietat nacional durant la Revolució Francesa, classificat llavors com a monument històric el 1840, la finca de Magalona va ser adquirida per Frédéric Fabrège el 1852, que va iniciar la seva restauració. Emprèn excavacions que il·luminen el seu ric passat, redescobrint els fonaments dels edificis més antics. Hi planta moltes espècies mediterrànies, l'illa llavors no tenia arbres. El culte es va restablir a la catedral el 1875. La seva hereva va donar l'illa a la diòcesi de Montpeller el 1949.

### Època contemporània

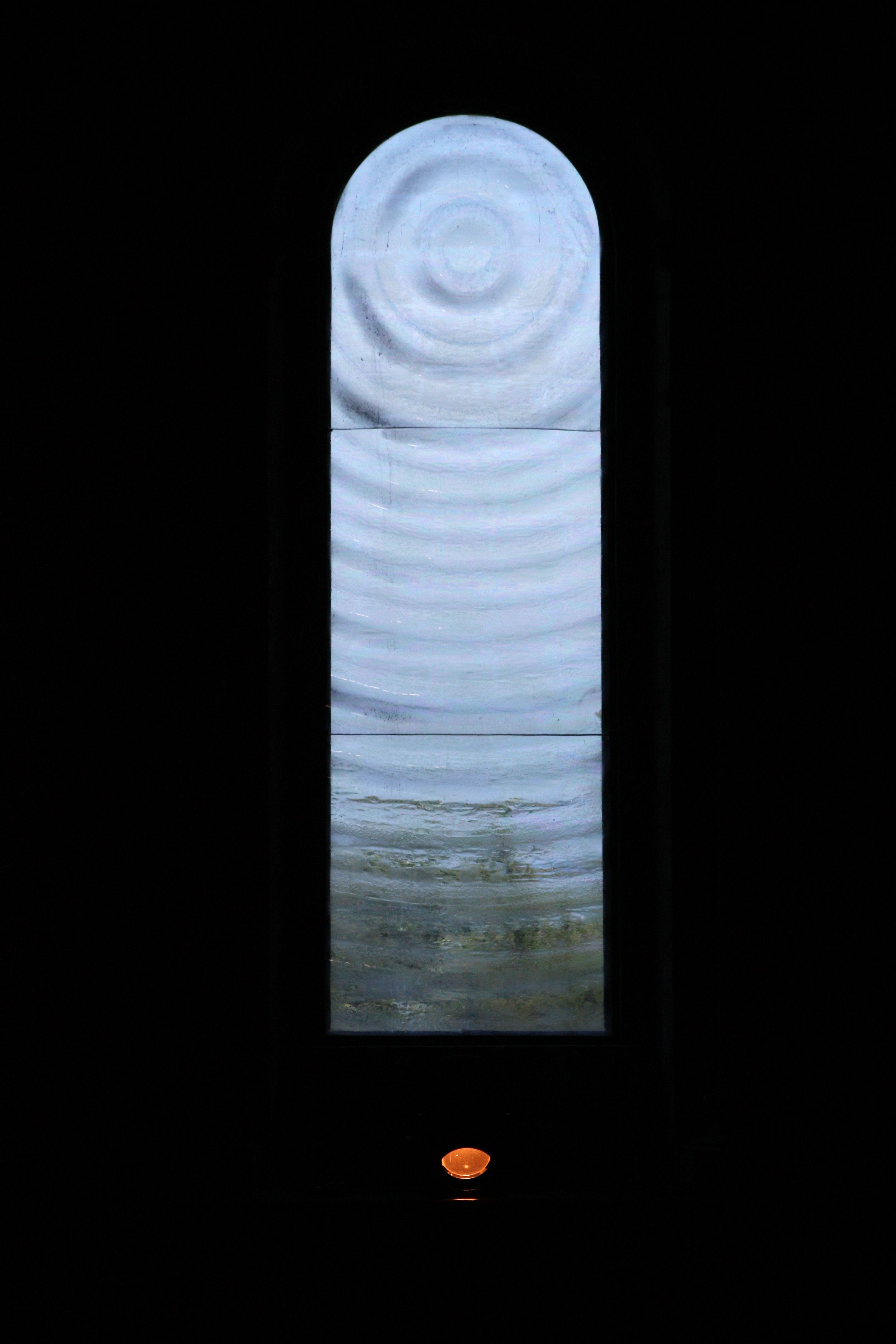
Vitrall

El 1967 una important campanya arqueològica posa de relleu l'antiguitat del lloc.
Ara s'hi instal·la un centre d'ajuda a través del treball, gestionat pels Compagnons de Maguelone: la seva vocació d'hospitalitat es perpetua, promovent la reinserció d'adults amb discapacitat intel·lectual. Les activitats del CAT són treballs agrícoles, aqüicultura, pesca, així com activitats de subcontractació.
El 2002 es van col·locar disset vitralls dissenyats per Robert Morris i produïts per Duchemin, de color blau pàl·lid i mel, als trams restaurats. Aquesta és la representació de l'ona de xoc d'una pedra que ha caigut a l'aigua.
Avui dia Magalona acull un festival de música que s'organitza cada any, al juny, a la catedral per l'associació Les Amis du Festival de Maguelone. Aquest esdeveniment ineludible per als amants de la música medieval, presenta al magnífic entorn de la catedral, música clàssica antiga de l'edat mitjana, però també barroca, romàntica o renaixentista, obres rares, sovint oblidades.
Cada any se celebra una missa el primer dissabte de maig, amb motiu d'un dia parroquial, pel rector arxipreste de la catedral de Montpeller.

## Arquitectura
La catedral es va construir al segle XII com a autèntica fortalesa. Per això les parets solen superar els dos metres de gruix. Aleshores tenia un aparell defensiu avui desaparegut.

### Portal
Constitueix la façana occidental. Estava flanquejat per dues imponents torres que deixaven un pas estret al seu accés: la torre de Saint-Jean, actualment destruïda, i la torre del Bisbe, de la qual només queden fragments de façanes enrunades. Aquestes dues torres es van construir al segle xiii en blocs de pedra calcària groga.
Els muntants alberguen dos baixos relleus molt bells de marbre blanc que representen Sant Pere a la dreta i Sant Pau a l'esquerra, els dos patrons de la catedral. Sant Pere, assegut, té les claus en una mà i el llibre dels Evangelis en l'altra. Sant Pau, amb un genoll doblegat, branda una espasa a la mà dreta i les epístoles a l'altra. Les túniques i abrics antics de les dues figures estan dibuixats amb molta cura. Les dues lloses daten del s. XIII, i probablement formaven part inicialment d'un gran timpà semicircular.
El llindar és molt llarga en comparació amb el portal i té un art més avançat. Està tallat amb un magnífic disseny vegetal d'acant. Sobre la bordura hi ha una inscripció llatina datada el 1178 i signada Bernard de Tréviers. Aquí teniu la traducció:
| « | Vine a aquest paradís de vida, tu que tens set. Quan entres per aquestes portes, corregeix la teva moral. Tu que entres aquí, sempre plores les teves faltes, Sigui quin sigui el vostre pecat, es renta amb una font de llàgrimes. + Bernard de Tréviers ho feu l'any de l'encarnació del Senyor el 1178. | » |

La llinda interior de la porta de la catedralreutilitza un mil·liari que data de l'època de Tiberi (entre el 14 i el 37 dC), i possiblement de l'antic territori de Besiers.
El timpà està envoltat per una arquivolta partida de marbre policromat. Aquest és l'element més recent del portal. Crist està representat amb maiestas, sobre un tron estriat, beneint amb la mà dreta i sostenint el Llibre de la vida. Està vestit amb un llençol amb un disseny complicat i forma part d'una glòria plurilobulada. Està envoltat pels quatre "vius" de l'Apocalipsi, que representen els Quatre Evangelistes: l'home (l'àngel), l'àguila, el lleó i el bou. Aquestes persones vives tenen llargues bafarades que representen els evangelis. La composició és densa, amb un estil antic.

### La nau

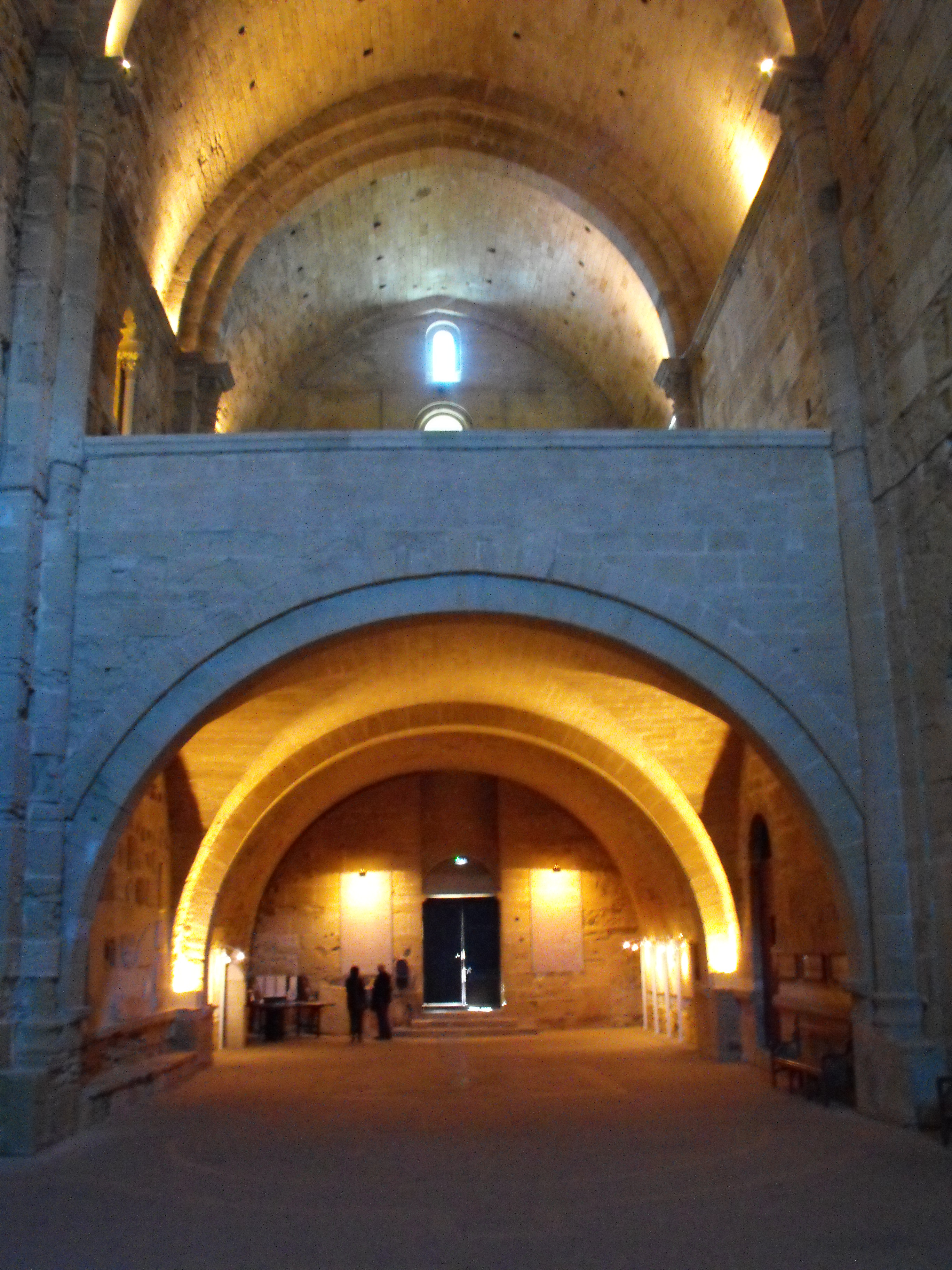
Interior de la Catedral de Saint-Pierre-et-Saint-Paul de Magalona

A l'interior, la nau es forma per primera vegada en els seus dos primers vanos d'una volta de mig punt rebaixada, que és superada per la galeria dels canonges accessible per una escala incorporada al gruix del mur. A la paret dreta de la segon tram, s'han cobert els baixos relleus i els epitafis. Van ser trobats el 1872 per Frédéric Fabrège, quan va refer la pavimentació de la catedral.
Més enllà dels dos primers trams s'aixeca una alta volta sòbria característica de les construccions romàniques, de 10 metres d'amplada i prop de 20 m d'alçada, amb parets de 2 a 2,5 m. de gruix. L'extrema sobrietat del lloc es compensa amb una alta qualitat de la maçoneria. Una enorme volta de canó lleugerament rebaixada cobreix la nau. Està reforçada a cada semi-columna per arcs dobles i triples. El sostre es recolzava directament damunt, sense marc. Incrustats a la volta, quatre fileres d'urnes ceràmiques poroses serveixen de desguàs.
La nau és molt fosca; només la galeria té tres finestres al sud i dues obertures superposades a l'oest. El seu pis està revestit de sepultures, majoritàriament anònimes. Són remarcables quatre bisbes reclinats de marbre blanc. Finalment, a prop del transsepte, a l'alçada de la tribuna, hi ha dues minúscules capelles encastades als murs de la capella que podrien servir d'oratori per als canonges.

### La galeria
Va ser construït a finals del s. XII pels canonges, sens dubte per poder recitar l'ofici mentre estaven aïllats o per la humitat de l'església inferior. S'hi accedeix per una escala recta monumental, que pren el gruix del mur nord del tercer tram de la nau. També donava accés al claustre superior, ara destruït. La galeria és com una església alta, on els canonges havien dedicat un altar a sant Nicolau. El lloc és molt més lluminós que la resta de la catedral.
La làpida del bisbe Jean de Montlaur († 1190) va ser utilitzada per Fabrège per substituir l'altar perdut de Sant Nicolau. Aquest altar és la coberta d'un sarcòfag on hi ha gravat un epitafi en vers llatí, del qual aquí teniu la traducció:
| « | En aquesta tomba (descansa el cos) de Joan. Que l'Alfa i l'Omega (el Crist), llum eterna, brillin sempre sobre ell, que a les escoles va obrir els pobres als dons de l'Esperit, i que aquell a qui la sang s'ha vessat per nosaltres, rentés les seves faltes carnals. El que havia escollit entre mil es diu Bertrand (el sagristà). Va ser ell qui el va enterrar, com va poder fer aleshores, la primera setmana de Quaresma, l'any de l'Encarnació del Senyor (1191). Tal com està escrit a la pedra posada sobre el seu cap, va deixar aquest segle un dimecres, el penúltim dia de febrer. | » |

### Capella de Saint-Augustin
La capella de Saint-Augustin és l'únic testimoni de la primera catedral, construïda al s. XI. S'entra per un gran arc de mig punt format per tres arcs. Trobem al pedestal dret l'epitafi d'Aribert, bisbe d'Avinyó que va morir a Magalona a principis del s. XII. Està fet d'una pedra freda, fosca i humida. És possible que fos la creu sud de la primera catedral. Va ser rematada a la planta superior per la capella de Saint-Michel abans de caure en ruïnes. L'altar de la capella de Saint-Augustin és de marbre blanc, amb les armes del bisbe Jean de Bonald († 1487). El gran Arnaud també hi havia fet inscriure el seu epitafi.

### El transsepte
De la mateixa manera que l'absis, el transsepte es va construir al s. XII i acabat el 1150 pel bisbe Godefroy. Lleugeres diferències mostren la seva anterioritat respecte a la nau. Està format per un gran tram rectangular amb volta lleugerament trencada i dues capelles formen les mènsules: la capella de Sainte-Marie al sud i la capella de Saint-Sépulcre al nord. S'accedeix a aquestes capelles per doble arc de corró.
La capella de Sainte-Marie es comunicava originalment amb el cementiri adjacent (a través de la "porta dels difunts”). És notable la volta de cúpula establerta en una primitiva volta de creueria. Aquesta elecció arquitectònica resultant de l'art romànic meridional és típicament llombarda. El rescatador de la catedral, Frédéric Fabrège, descansa als peus de l'altar romà. Ara s'hi guarden sarcòfags, amb el mausoleu del bisbe Pierre Adhémar († 1418) al centre. A sobre de la capella, a la torre Sainte-Marie, es va utilitzar una altra capella ara destruïda per al record dels canonges.
La capella del Sant Sepulcre té la mateixa volta de creueria. El seu mausoleu de tipus gòtic data del segle xiv i va ser construït per al cardenal Canillac, antic prebost de Magalona. Actualment alberga un sarcòfag visigòtic de marbre gris esculpit. És superada per la capella de Saint-Pancrace, invisible per al visitant.
El terra del transsepte està pavimentat amb tombes, sovint anònimes. No obstant això, hi ha quatre lloses de marbre de bisbes: Antoine de Subiet-Cardot (1573-1596), Izarn de Barrière (1488 - 98), que restaura la universitat, Jean de Bonald (1472 - 87), humanista i Guitard de Ratte (1596-1602).

### Absis
L'absis, construït a principis del segle XII, és característica del primitiu estil romànic; la seva escala, la seva elevació i l'elegància de la seva decoració ho testimonien. Un banc de sacerdot incrustat al mig perpetua una tradició paleocristiana. Està il·luminat per tres finestres romàniques amb petites columnes i capitells. Les seves finestres estan decorades amb esveltes columnes enganxades, connectades per una corona de petits arcs i superades per una cordó de dents d'engranatges.
A l'interior, el mur sud conserva fragments de làpides de l'època romana : conjunt de baixos relleus i epitafis fixos trobats per Frédéric Fabrège quan estava renovant el paviment de la catedral: provenen del claustre, del cementiri o es van portar com a elements decoratius, en particular per a les peces de l'època antiga. L'actual altar major es deu a l'obra de Fabrège. Aquesta llosa de pedra motllurada substitueix la consagrada pel papa Alexandre III el 1163. A l'antic altar major hi havia representats flabella, ventalls de plomes de paó simbolitzant la seva pertinença a la Santa Seu.

## Galeria

La catedral
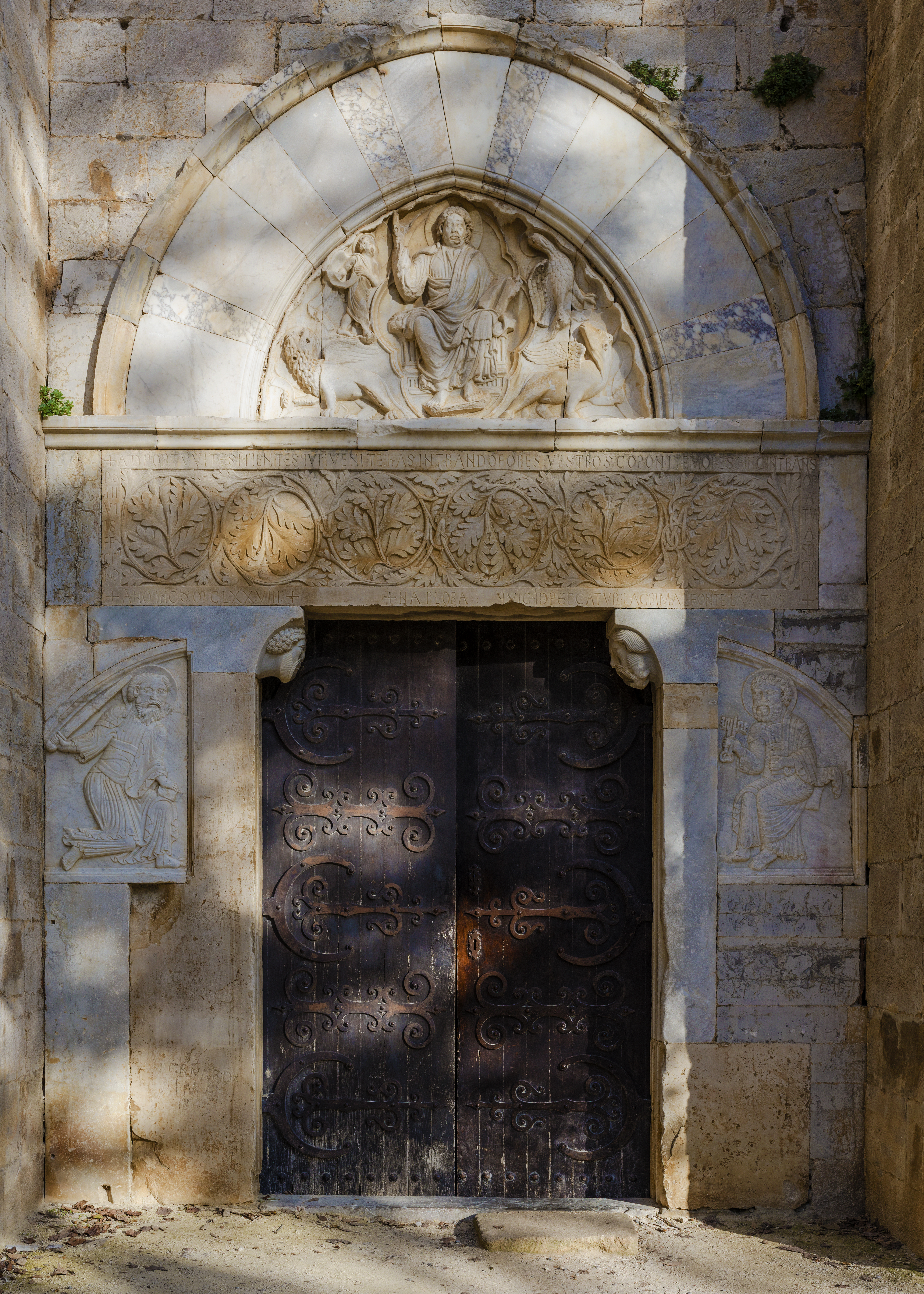
Detall del portal
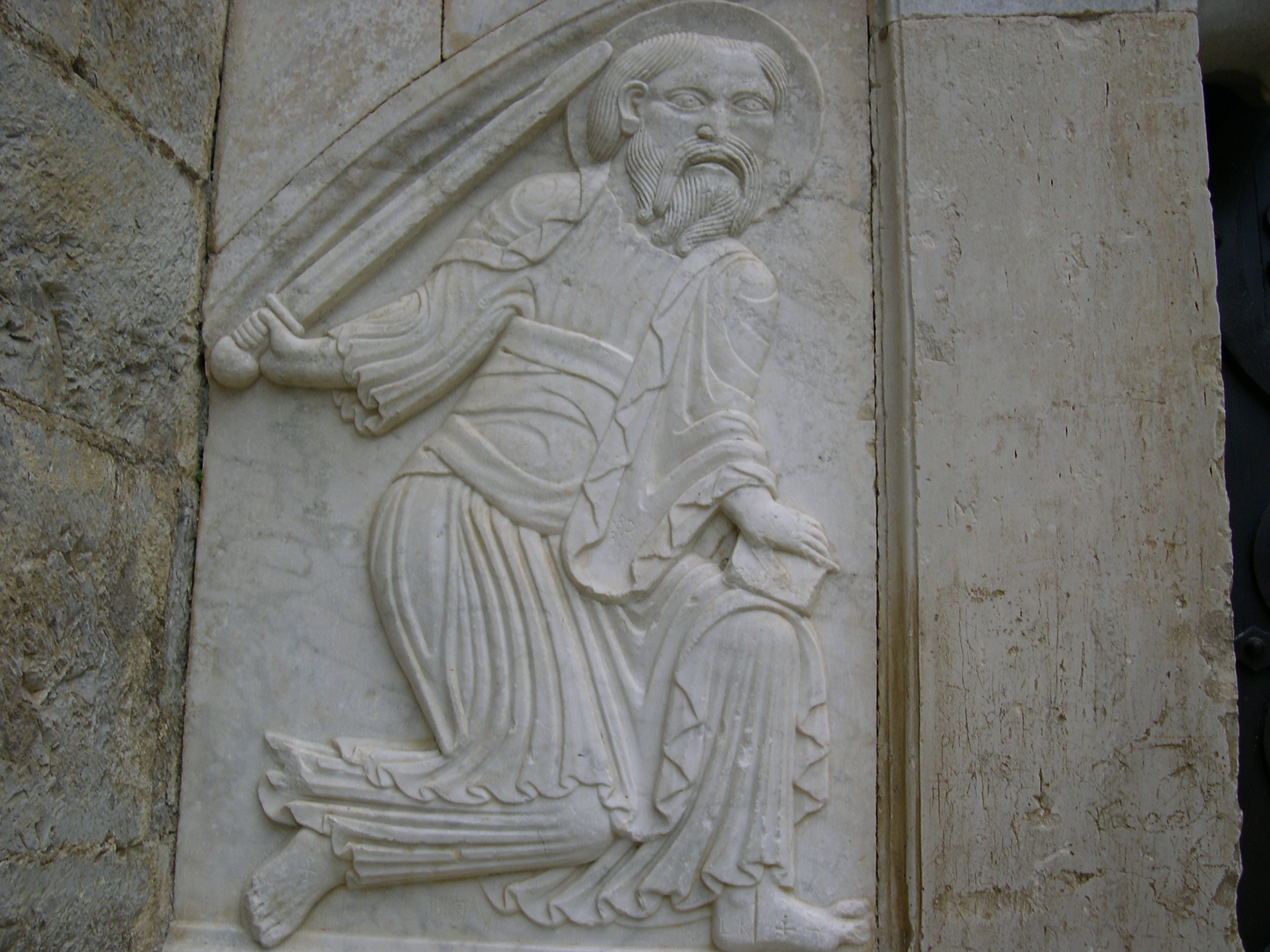
Relleu de Sant Pau (costat esquerre del portal)
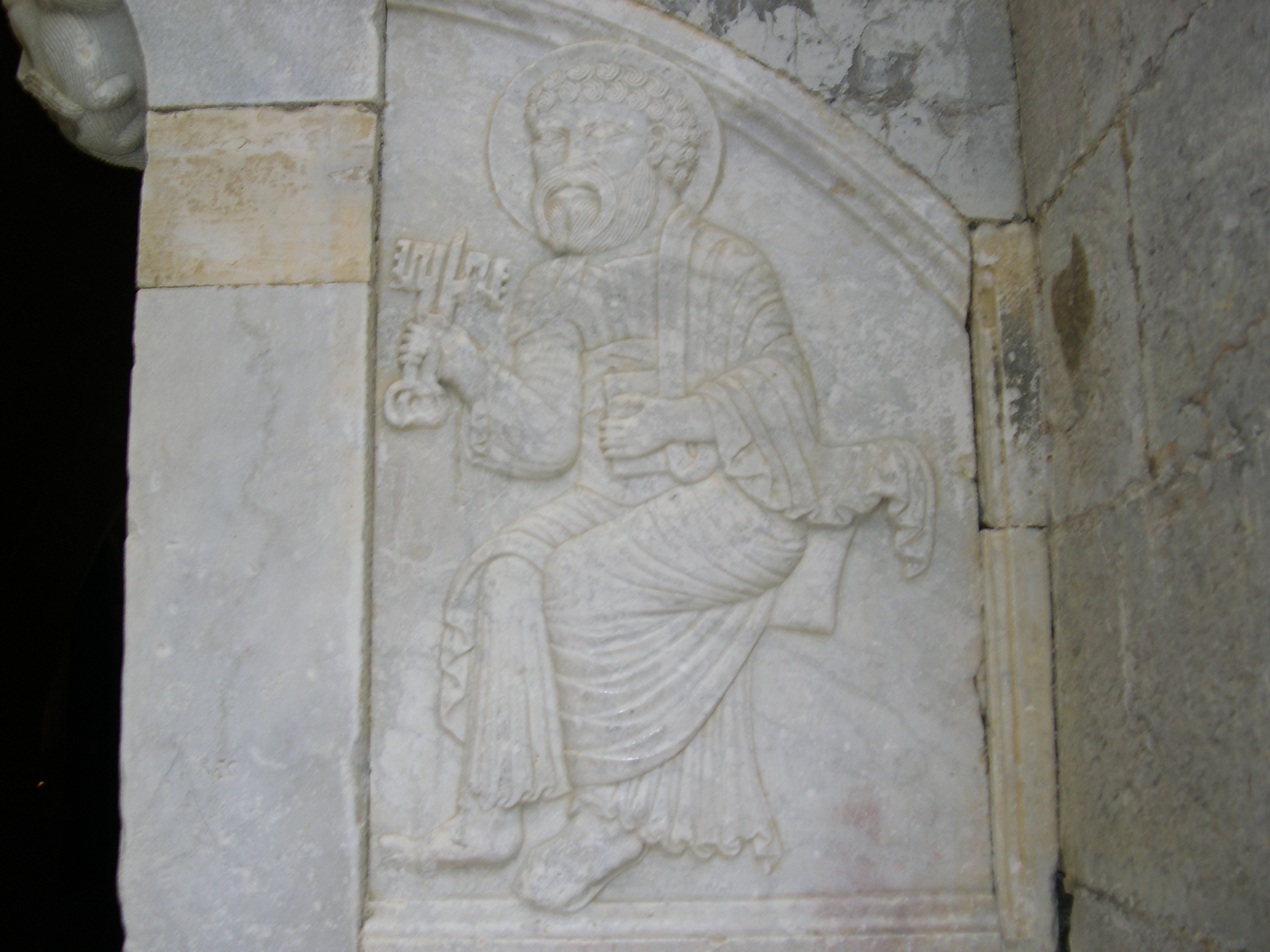
Relleu de Sant Pere (costat dret del portal)
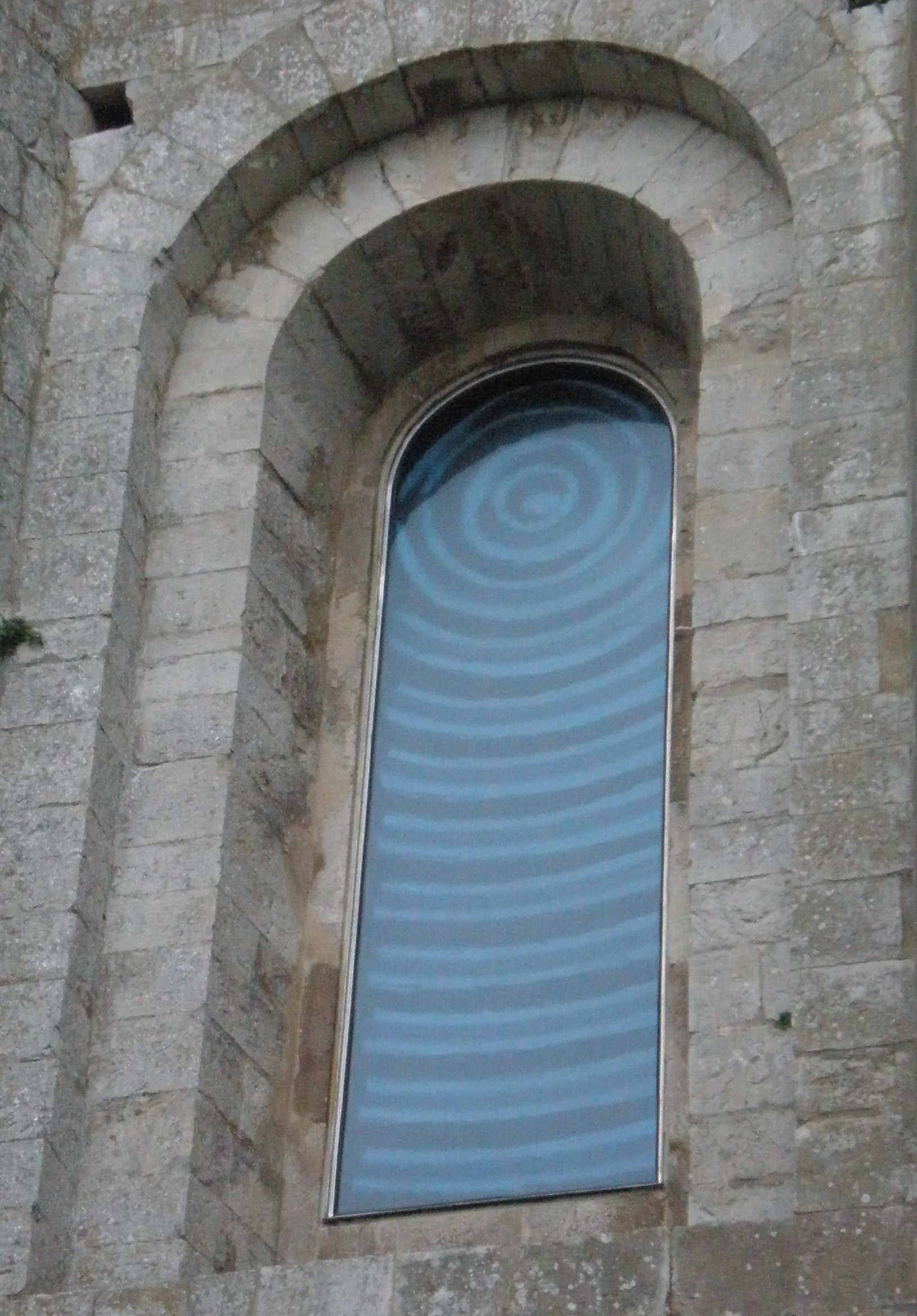
Detall d'un vitrall del cor realitzat el 2002 per Robert Morris

Inventari Palissy (incomplet).
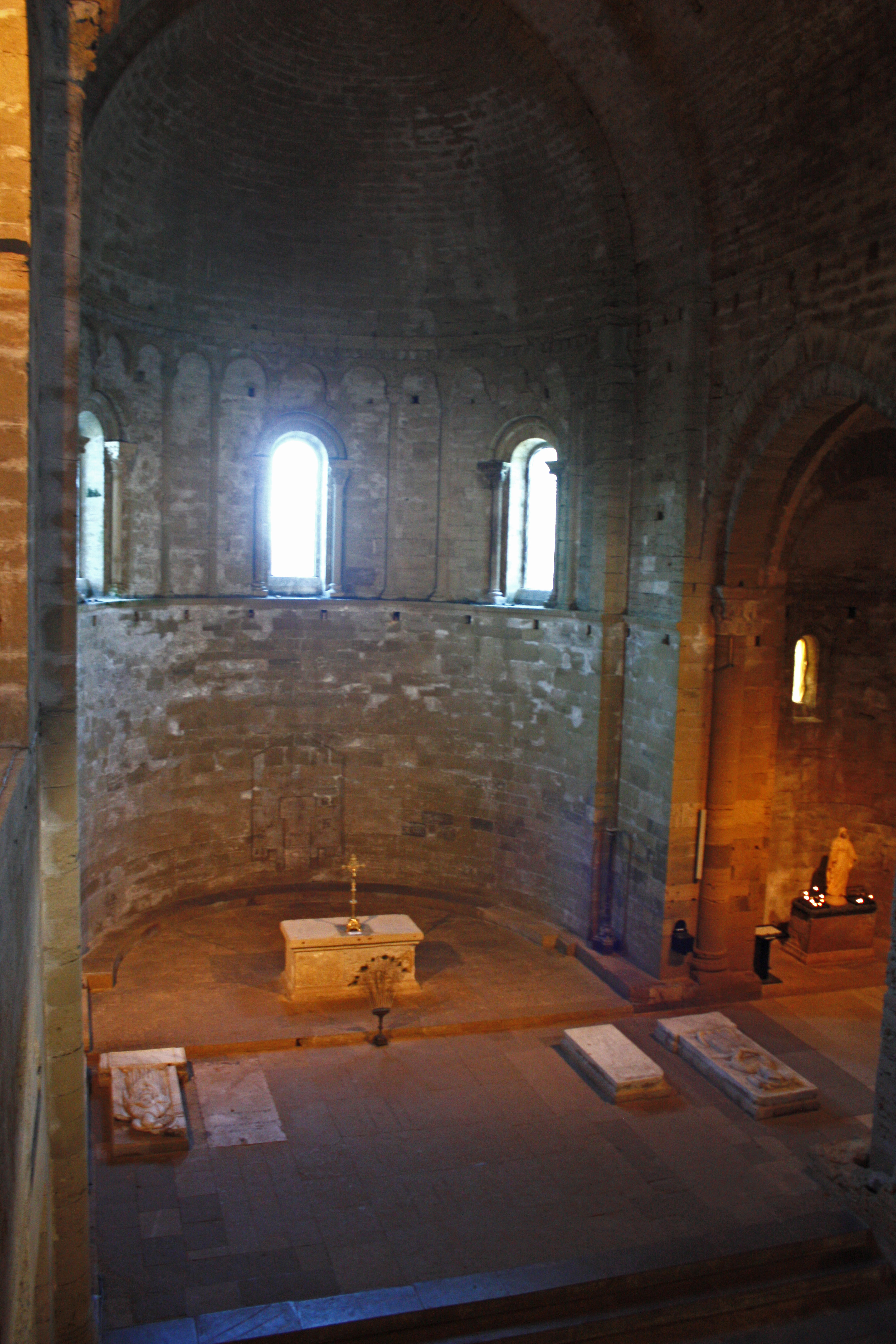
Ubicació
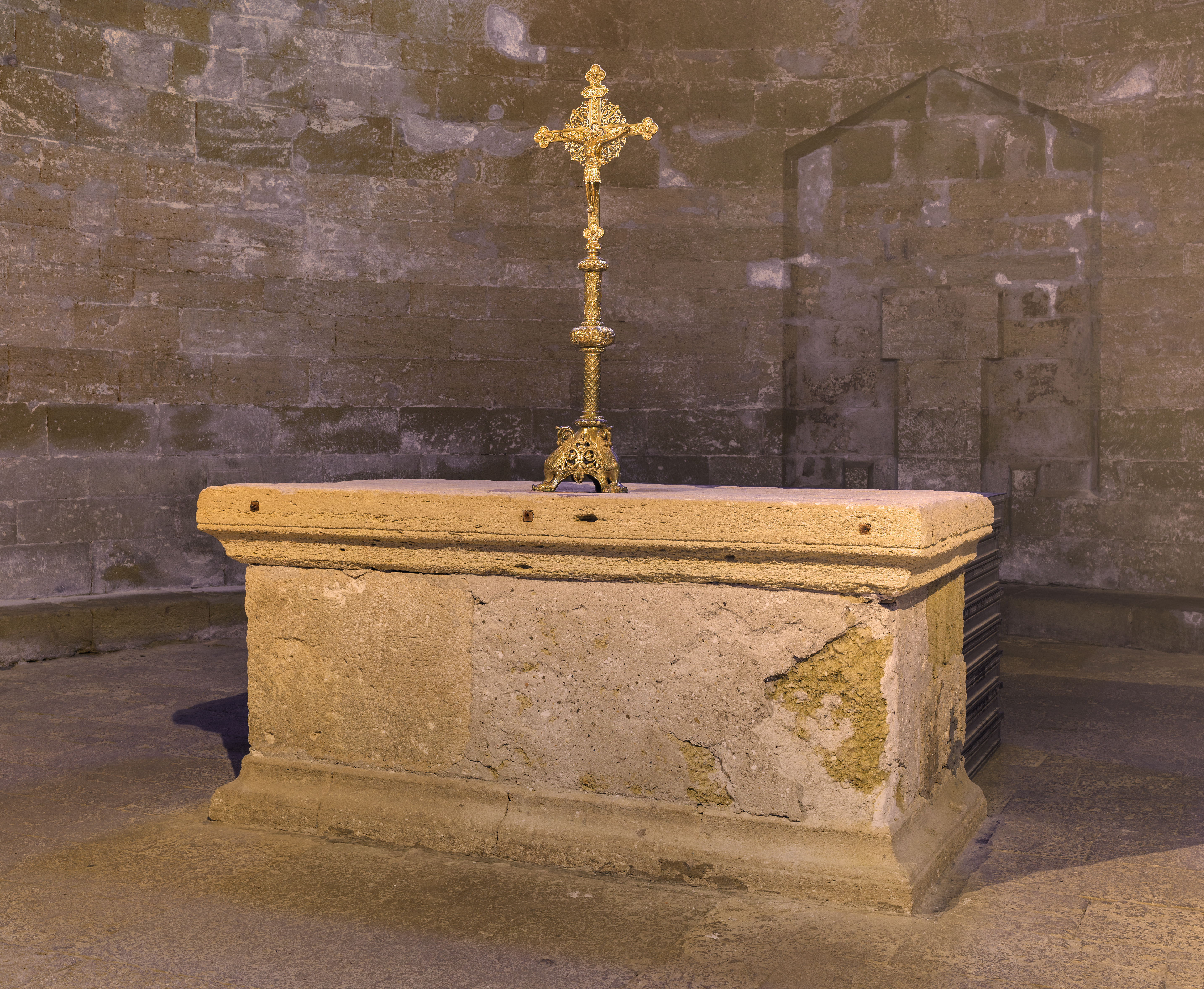
Altar major (PM34001495)
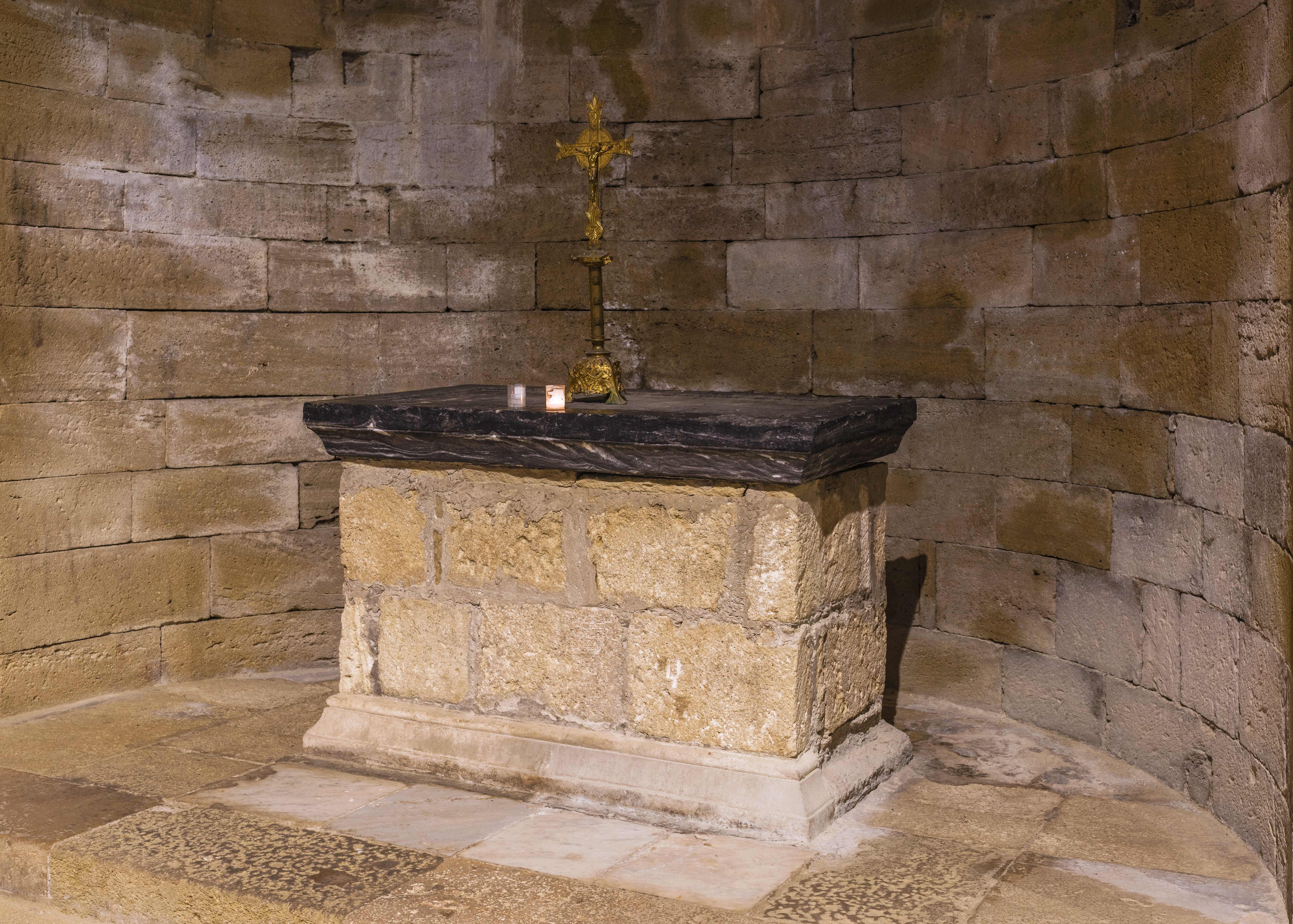
Altars (PM34001492)
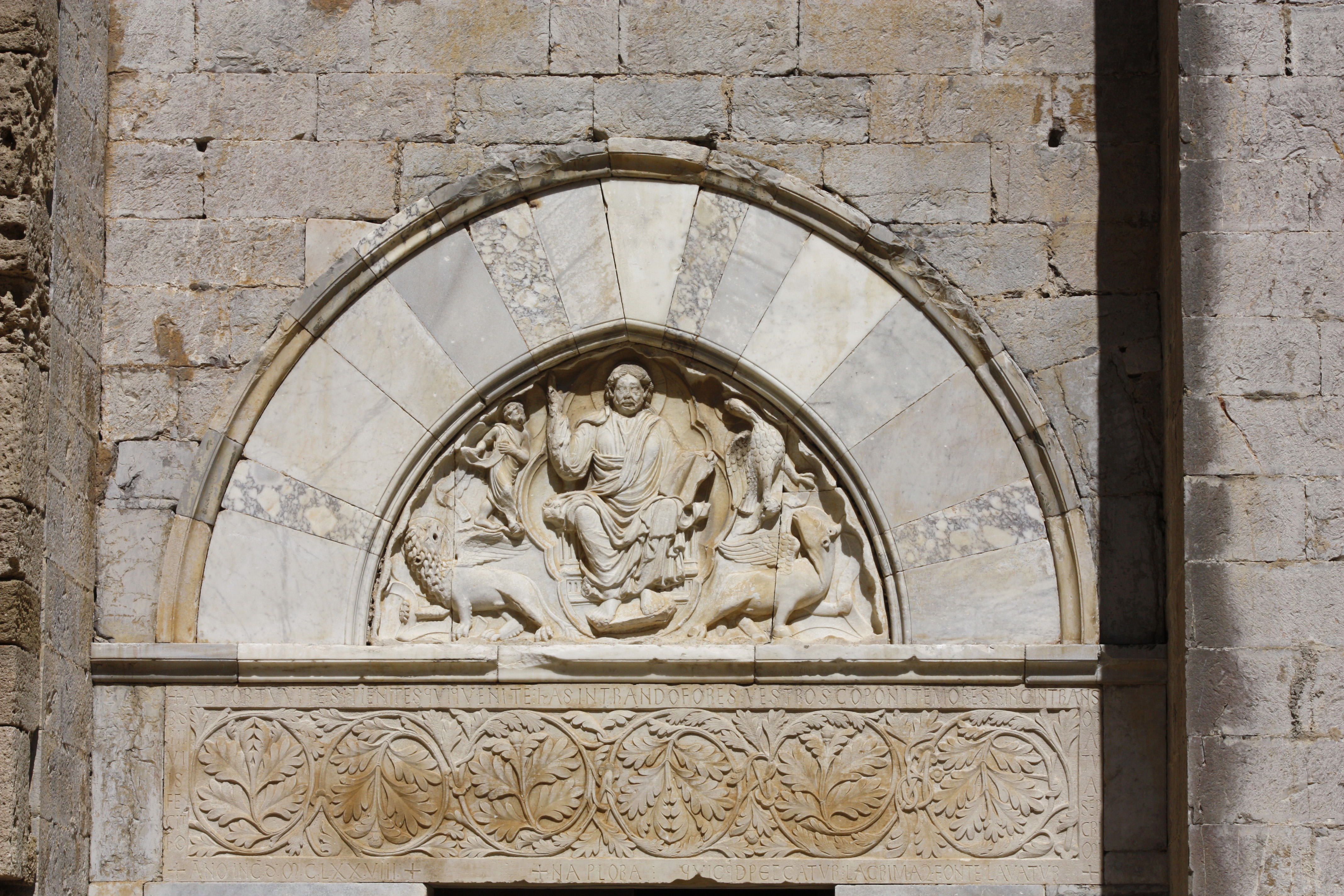
Llinda, signat Bernard Trévius (PM34001494)
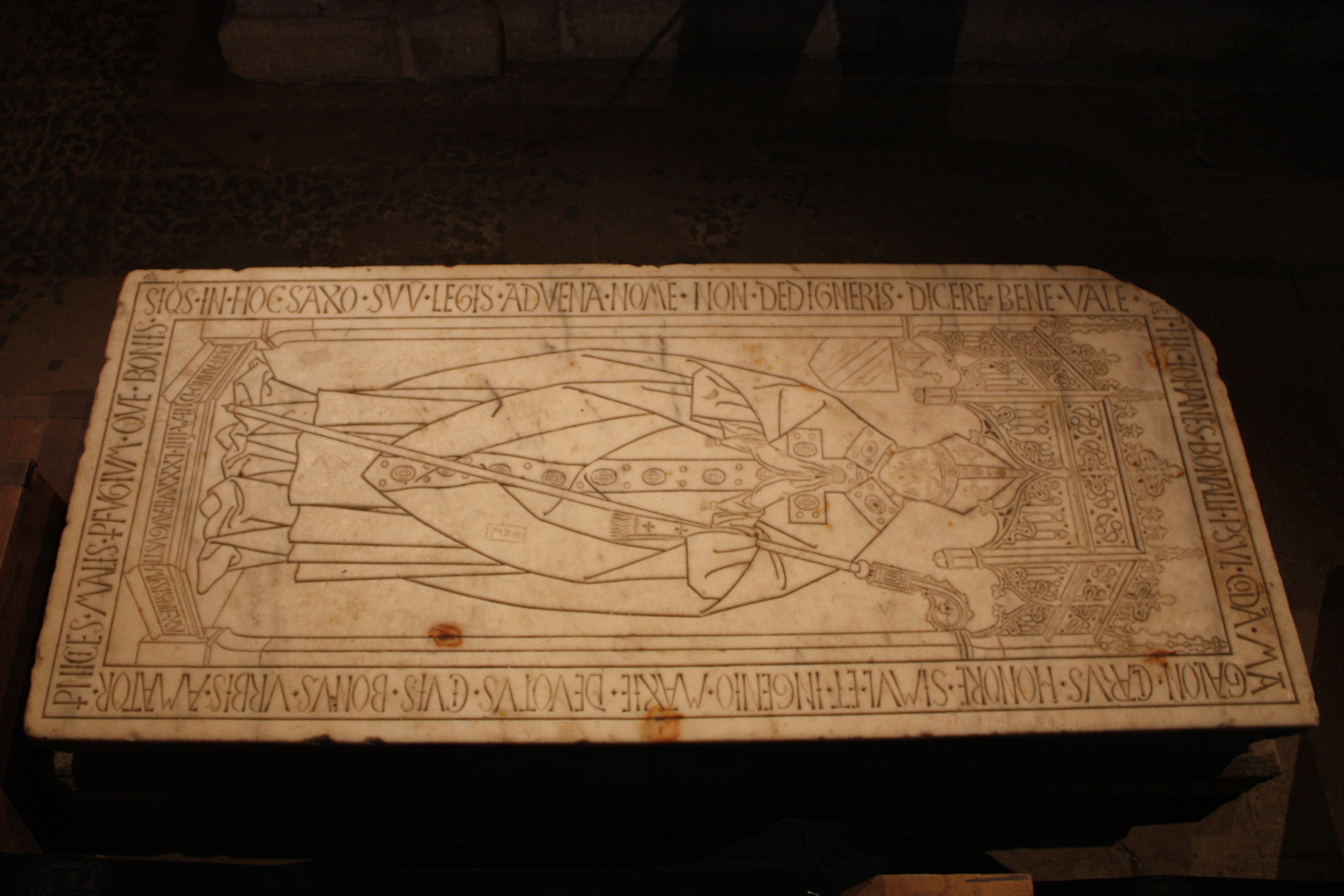
Llosa funerària de Jean de Bonald (PM34001497)
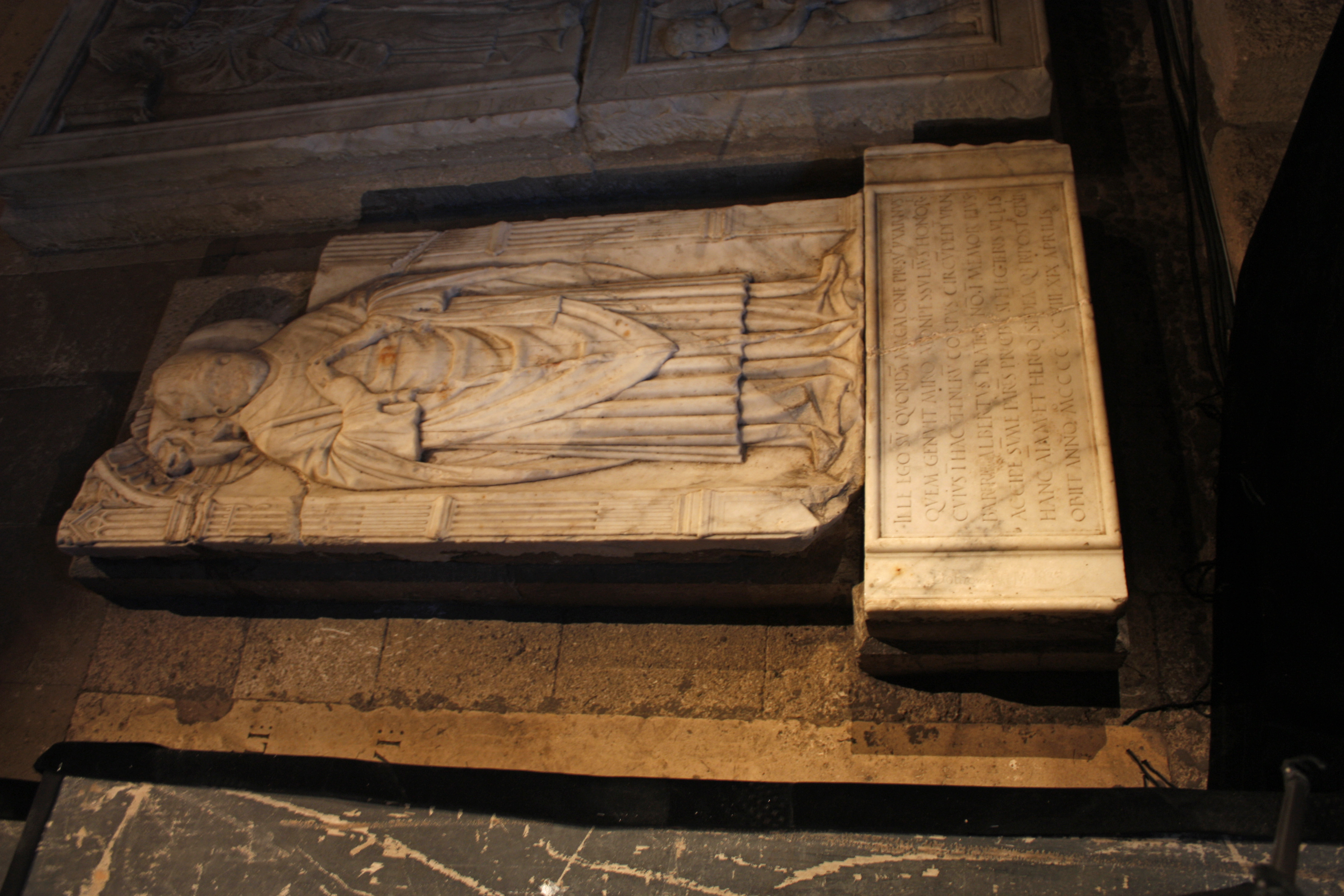
Llosa funerària d'Izarn de Barrière (PM34001498)
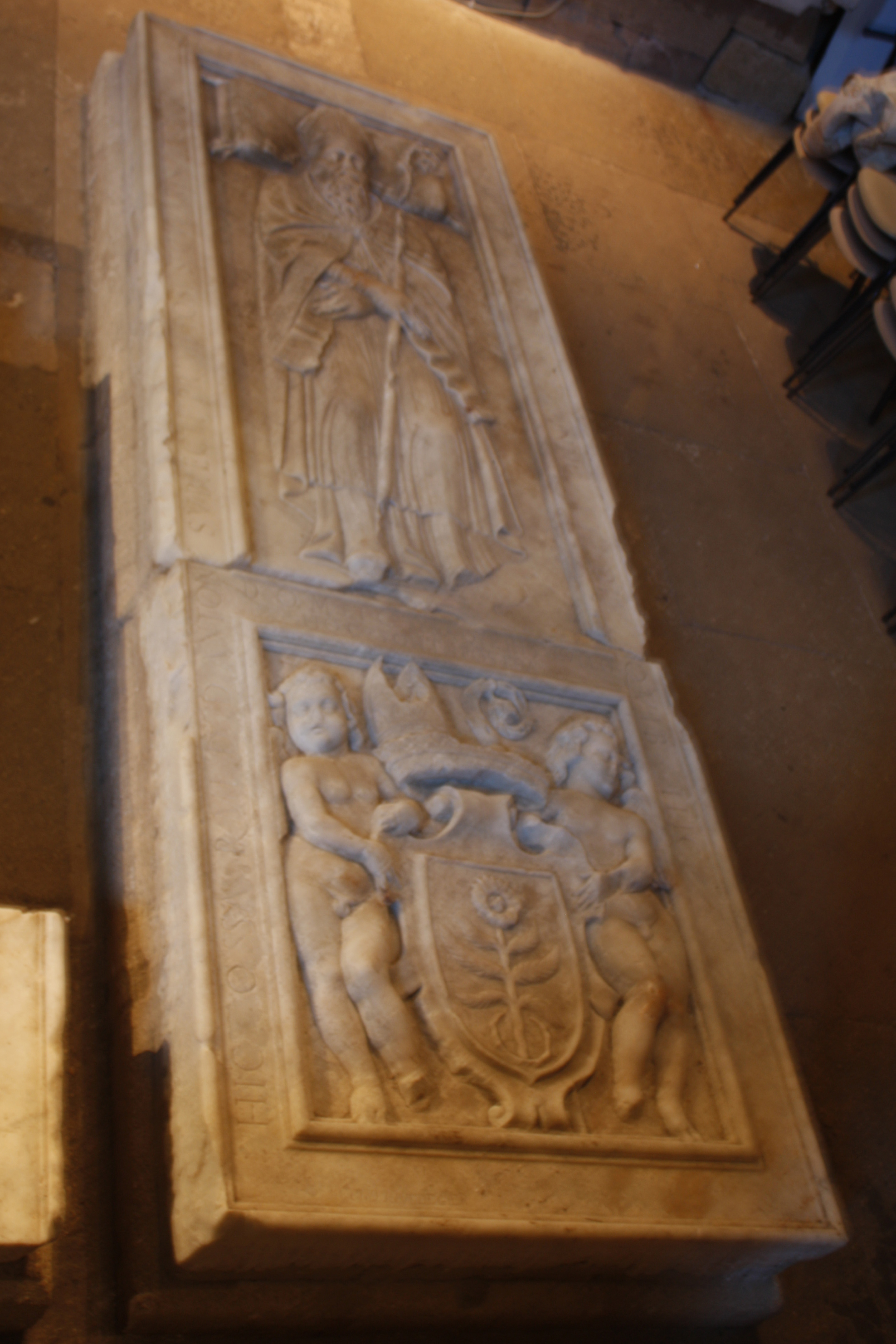
Llosa funerària d'Antoine de Subiet-Cardot (PM34001499)
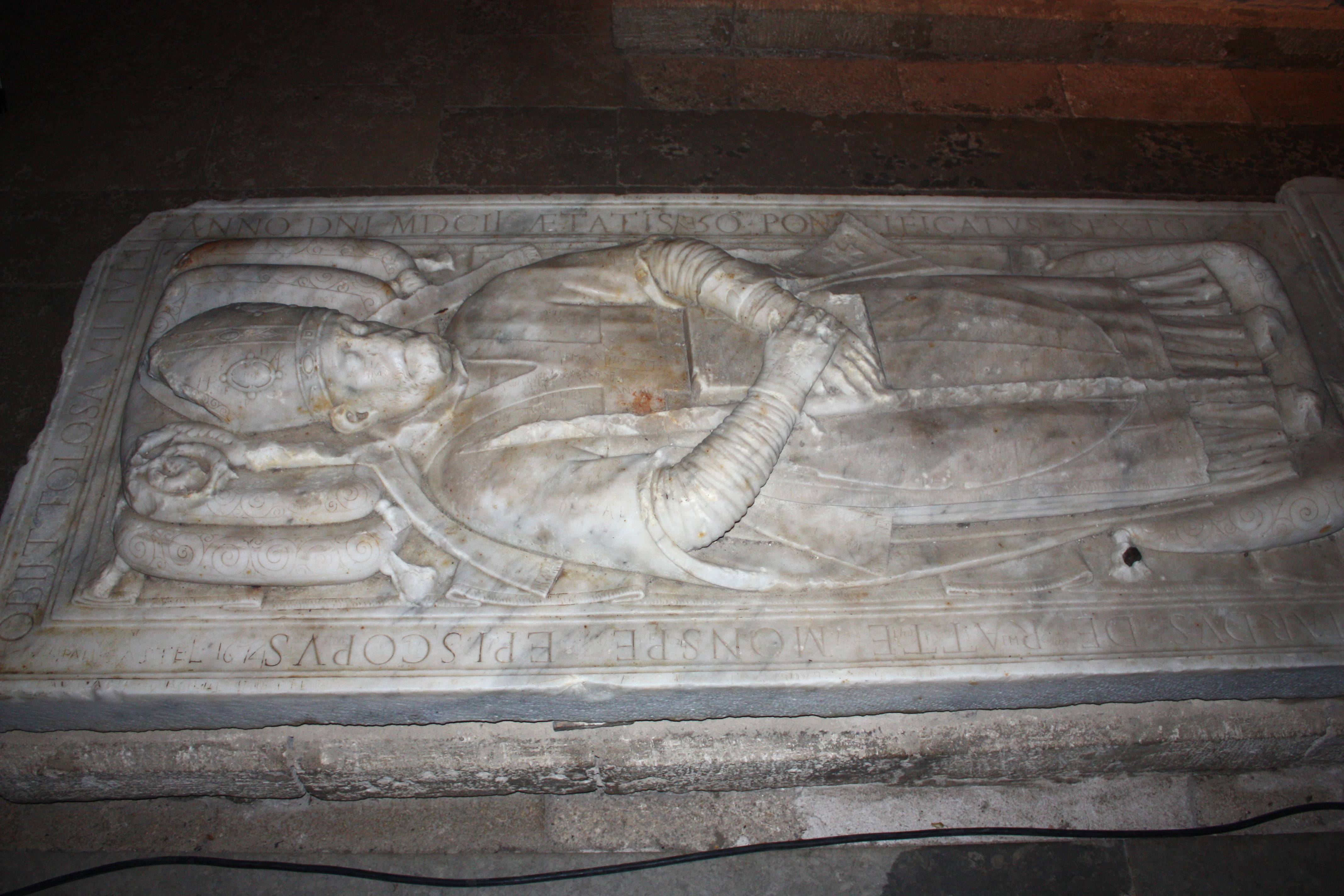
Sepulcre de Guitard de Ratte (PM34001500)
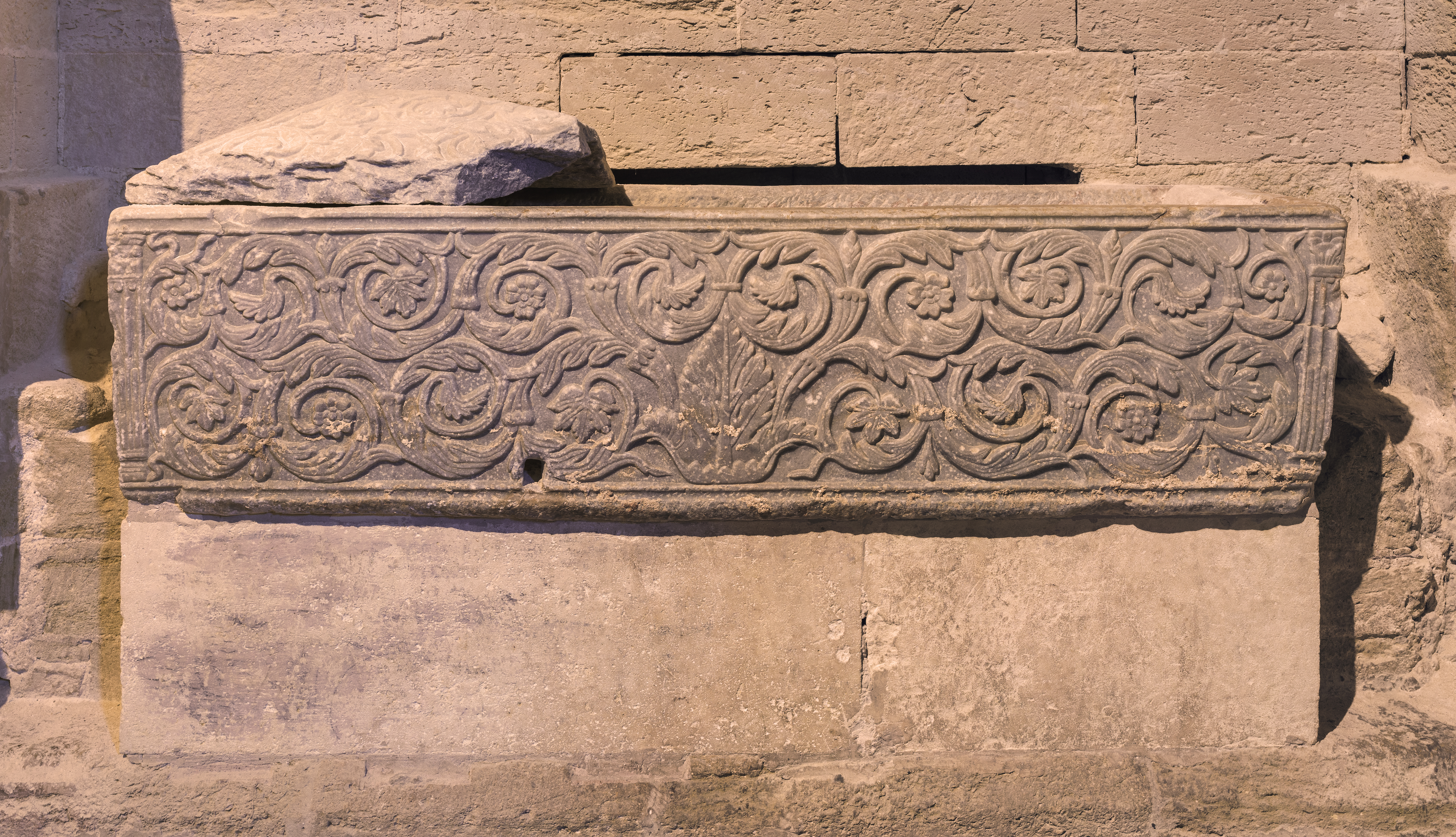
Segle VI (PM34001501)